# Sint Egbertkapel

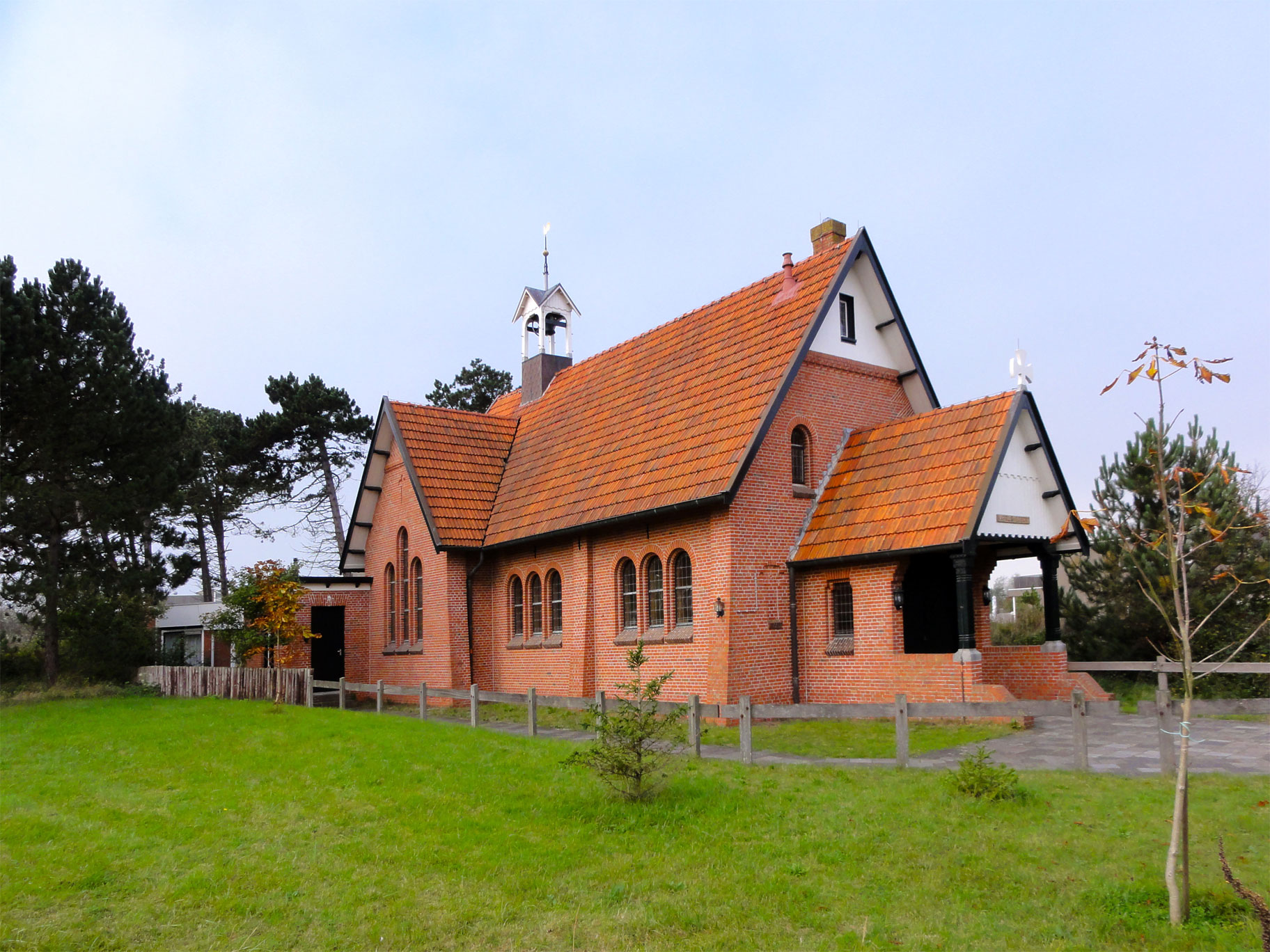
Sankt-Egbert-Kapelle

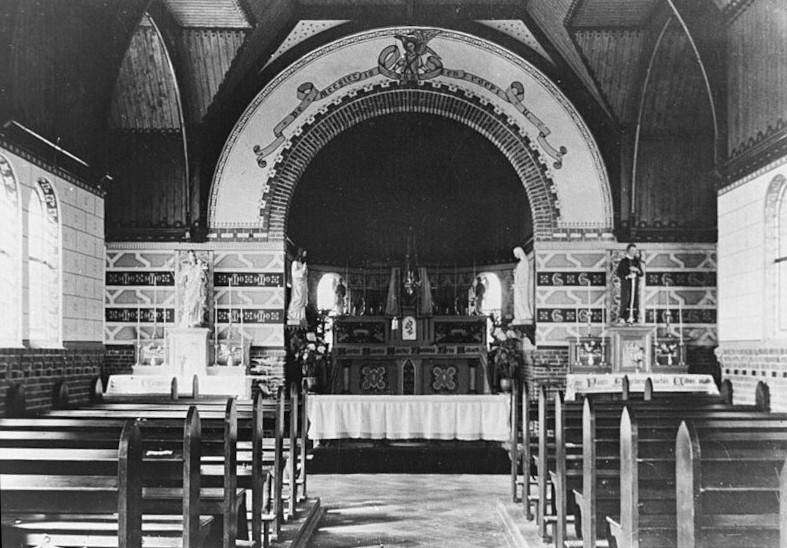
Innenansicht mit der ursprünglichen Ausmalung

Die Sint Egbertkapel (Sankt-Egbert-Kapelle) ist ein römisch-katholisches Kirchengebäude auf Schiermonnikoog. Es steht am Badweg 69 und ist die nördlichste Kirche in den Niederlanden. Benannt ist sie nach dem heiligen Egbert von Rathmelsigi.

## Geschichte und Beschreibung
Zu Beginn des letzten Jahrhunderts setzte sich das kinderlose Ehepaar Reinhart-Balvert für den Bau einer römisch-katholischen Kapelle auf der Insel ein, die sich im Besitz des Grafen Berthold von Bernstorff befand. Dessen Frau, die Gräfin von Bernstorff, stiftete ein Stück Land zur Verwirklichung des Ziels. Das Kirchgebäude wurde von dem niederländischen Architekten A. Th. van Elmpt, inspiriert durch den Schiffbau, entworfen. Die Kapelle mit umfassenden Wandmalereien wurde 1915 vom Erzbischof von Utrecht Henricus van de Wetering geweiht.
Die Kapelle diente jahrelang als Hauskapelle der Kinder und des Personals des angrenzenden Kinderkoloniehauses. Schwester Martina O.S.C. (1906–2001) malte im Auftrag des Vorstandes für die Kapelle einen Kreuzweg aus 14 Tafeln im Ikonen-Stil im Karmelkloster Drachten.
1967 wurde das Haus der Kinderkolonie verkauft und darin das Pfarrhaus St. Egbert errichtet. Nach dem Verkauf des Pfarrhauses und dem Bau einer kleineren Unterkunft für die diensthabenden Pfarrer wurde die Kapelle 1994 restauriert.
Die Orgel im Chorraum ist eine elektronische Orgel. Die Glocke hat den Schlagton f2.